# NGC 7101
NGC 7101 est une galaxie elliptique  compacte située dans la constellation de Pégase. Sa vitesse par rapport au fond diffus cosmologique est de 8 176 ± 38 km/s, ce qui correspond à une distance de Hubble de 120,6 ± 8,5 Mpc (∼393 millions d'al). NGC 7101 a été découverte par l'astronome allemand Albert Marth en 1864.
L'astronome autrichien Rudolf Ferdinand Spitaler a aussi observé cette galaxie, mais il pensait que c'était NGC 7100. Cette erreur a semble-t-il été reproduite par certaines sources, dont les bases de données Simbad et HyperLeda pour qui NGC 7101 est la galaxie PGC 67112, située au nord-ouest de NGC 7101,.
En raison d'une brillance de surface égale à 11,99 mag/am2, on peut qualifier NGC 7101 de galaxie présentant une brillance de surface élevée.